# The Love Album (album av Westlife)
The Love Album är pojkbandet Westlifes åttonde studioalbum och första rena coveralbum, släppt den 13 november 2006 i Filippinerna och en vecka senare i Republiken Irland och Storbritannien. Albumet är släppt på Sony BMG, och producerades av David Kreuger, Steve Mac, Per Magnusson, Larossi och Quizz. Låtarna har kärlekstema.

## Låtlista
1. "The Rose" - 3:39
2. "Total Eclipse of the Heart" - 4:39
3. "All Out of Love" - 3:44 (tillsammans med Delta Goodrem)
4. "You Light Up My Life" - 3:27
5. "Easy" - 4:26
6. "You Are So Beautiful (To Me)" - 3:03
7. "Have You Ever Been in Love" - 3:41
8. "Love Can Build a Bridge" - 3:55
9. "The Dance" - 3:58
10. "All Or Nothing" - 3:56
11. "You've Lost That Loving Feeling" - 3:25

### Bonuslåtar
1. "Solitaire" (Japan)
2. "Nothing's Gonna Change My Love For You" (Japan)

## Listplaceringar
| Land              | Topplacering | Försäljning | Certifikat |
| ----------------- | ------------ | ----------- | ---------- |
| Europa            | 5            | 1 200 000+  | Platina    |
| Republiken Irland | 1            | 150 000+    | 10xPlatina |
| Israel            | 1            |             | -          |
| Norge             | 1            | 120 000+    | 4xPlatina  |
| Filippinerna      | 1            | 60 000+     | 3xPlatina  |
| Sydkorea          | 1            | 40 000+     | Platina    |
| Storbritannien    | 1            | 1 000 000+  | 3xPlatina  |
| Nya Zeeland       | 2            | 50 000+     | 3xPlatina  |

| Land          | Topplacering | Försäljning | Certifikat |
| ------------- | ------------ | ----------- | ---------- |
| Sverige       | 3            | 30 000+     | Guld       |
| Argentina     | 5            |             |            |
| Kina          | 5            |             | -          |
| Hongkong      | 5            |             | -          |
| Cypern        | 8            |             | -          |
| Australien    | 11           | 70 000+     | Platina    |
| Tyskland      | 34           |             | -          |
| Nederländerna | 49           |             | -          |
| Schweiz       | 27           |             | -          |
| Österrike     | 49           |             | -          |

## Medverkande
| - Dragspel: Eddie Hesson (spår: 2, 4 till 7, 9 till 11) - Arrangemang av [tilladga körarrangemang]: Lawrence Johnson (spår: 1, 8) - Arrangemang av [stråkar]: Dave Arch (spår: 2, 4 till 7, 9 till 11) Ulf & Henrik Janson (spår: 1, 3, 8) - Arrangemang av [sång]: Andy Caine, Steve Mac (spår: 2, 4 till 7, 9 till 11) - Bakgrundssång [Tillagd]: Andy Caine (spår: 2, 4 till 7, 9 till 11) Emil Heiling (spår: 3) Mae McKenna (spår: 11) - Bas: Steve Pearce (spår: 2, 4 till 7, 9 till 11) Thomas Lindberg (spår: 1, 8) - Kör: Aaron Sokell, Alani Gibbon, Anna Omakina, Ayo Oyerinde, Camilla Beeput, Donna Gardier-Elliot, Ezra Russell, Joy Malcolm, Lanoi Montet , Lawrence Johnson, Lena Palmer, Lorrain Smith, Michael Molton, Sheena White, Stephanie Meade, Subrina Edwards (spår: 1, 8) The Tuff Session Singers (spår: 2, 4 till 7, 9 till 11) - Trummor: Chris Laws, Ian Thomas (spår: 2, 4 till 7, 9 till 11) Christer Janson (spår: 8) - Tekniker: Bernard Löhr (spår: 3) Chris Laws, Ren Swan (spår: 2, 4 till 7, 9 till 11) Neil Tucker, Quiz & Larossi* (spår: 1, 8) |

| - Tekniker [Assistent]: Daniel Pursey (spår: 2, 4 till 7, 9 till 11) - Tekniker [Mix]: Chris Laws (spår: 2, 4 till 7, 9 till 11) - Tekniker [Stråkar]: Ian Agate (spår: 1, 8) - Gitarr [Gitarrer]: Esbjörn Öhrwall (spår: 1, 3, 4, 8) Fridrik 'Frizzy' Karlsson, Paul Gendler (spår: 2, 4 till 7, 9 till 11) - Keyboards: Andreas 'Quiz' Romdhane, Josef Larossi (spår: 1, 4, 8) Per Magnusson (spår: 3) Steve Mac (spår: 2, 4 till 7, 9 till 11) - Mastrad av: Vlado Meller - Mastrad av [Assistent]: Mark Santangelo - Mixad av: Bernard Löhr (track 3) Quiz & Larossi (spår: 1, 8) - Övrigt [Management]: Louis Walsh - Piano: Dave Arch (spår: 2, 4 till 7, 9 till 11) Peter Ljung (spår: 1, 4, 8) - Arrangerad av: David Kreuger, Per Magnusson (track 3) Quiz & Larossi (spår: 1, 8) Steve Mac (spår: 2, 4 till 7, 9 till 11) - Programmerad av: Andreas 'Quiz' Romdhane, Josef Larossi (spår: 1, 4, 8) David Kreuger (spår 3) - Inspelad av [Assistenrande stråkinspelning]: Chris Barrett (spår: 4 till 6, 9 till 11) - Inspelad av [stråkar]: Geoff Foster (spår: 5, 6, 11) Paul Walton (spår: 2, 7) Rupert Coulson (spår: 4, 9, 10) |